# Alien (jeu de rôle)
Pour les articles homonymes, voir Alien.
Alien – Le jeu de rôle est un jeu de rôle sur table publié par l'éditeur suédois Free League Publishing, et traduit  en français par Arkhane Asylum Publishing. Il se déroule dans l'univers des films Alien et Prometheus.

## Univers
Le livre de base présente le monde d’Alien en 2183. Le jeu comprend deux modes distincts :
1. Le Mode Cinéma se base sur des scénarios rédigés pour reproduire le déroulement dramatique d’un film de la franchise Alien. Conçu pour une seule séance de jeu, ce mode rapide et brutal met l’accent sur l’urgence et les enjeux vitaux.
2. Le Mode Campagne est conçu pour jouer en continu avec la même équipe de personnages joueurs sur plusieurs séances de jeu, afin d’explorer librement l’univers d’Alien. Dans ce mode, les joueurs sont soumis à des intrigues ne mettant pas forcément en scène les xénomorphes.

Andrew E.C. Gaska, l'un des auteurs du jeu et consultant pour la 20th Century Fox, considère que les films et jeux Alien vs Predator ne font pas partie du même univers.

## Système de jeu
Les règles du jeu sont basées sur le moteur Year Zero, utilisé dans d'autres jeux comme Tales from the Loop, Forbidden Lands et Mutant: Année Zéro. Il a été adapté et développé pour accentuer certains mécanismes spécifiques à l'univers d’Alien, notamment l’horreur et l’action.

## Gamme
- Alien – le jeu de rôle, kit de démarrage (2020). Cette boîte contient le nécessaire pour jouer rapidement : un livret de règles simplifiées, un scénario complet de 48 pages (Le Chariot des dieux), cinq personnages prétirés, une carte recto verso représentant l’espace connu en l’an 2183 d'un côté, et de l’autre les plans nécessaires au scénario Le Chariot des dieux, des pions et marqueurs de jeu, 56 cartes personnalisées représentant les armes, les objectifs personnels et l’initiative au combat, un set de dix dés de base, et un set de dix dés de stress, spécialement conçus pour le jeu.

- Alien – Le jeu de rôle, set de dés de base (2020). Un set de 10 dés à 6 faces, imprimés en blanc sur fond noir. La face 6 représente un écran de « détection de mouvement » très simplifié.

- Alien – Le jeu de rôle, set de dés de stress (2020). Un set de 10 dés à 6 faces, imprimés en noir sur fond jaune. La face 6 représente un écran de « détection de mouvement » très simplifié. La face 1 représente un facehugger pour en souligner l'effet défavorable lors du tirage.

- Alien – Le jeu de rôle, livre de règles (2020). Un livre présentant l'ensemble de l'univers du jeu, et des règles plus complètes que le kit de démarrage, notamment la création de personnages. Le livre existe également en version Deluxe.

- Alien – le jeu de rôle, écran de jeu (2020). L'écran permettant au Meneur de jeu de cacher les informations importantes aux joueurs.

- Alien – le jeu de rôle, le destructeur des mondes (2021). Cette boîte contient un livret de scénario, une carte recto verso  présentant les lieux principaux du scénario, 7 personnages prétirés, de nouvelles cartes pour les armes, véhicules et objectifs personnels, des plans et aides de jeu.

- Alien – le jeu de rôle, Marines coloniaux : guide de terrain (2022). Ce livre comprend l'histoire et l'organisation des Marines coloniaux et les autres factions de la frontière, toutes les informations pour les intégrer dans le jeu, une trame pour créer une campagne et des scénarios prêts à jouer.

- Alien – le jeu de rôle, Au cœur des ténèbres (2023). Cette boîte contient un livret de scénario, une carte recto verso présentant le lieu du scénario, 7 personnages prétirés, de nouvelles cartes pour les armes, véhicules et objectifs personnels, des plans et aides de jeu.